# Южная летяга
Южная летяга (лат. Glaucomys volans) — небольшой грызун семейства беличьих.
Окраска меха сверху серо-коричневого цвета, темнее по бокам и кремового цвета снизу. Глаза большие, тёмные, хвост плоский. Пушистые мембраны проходят между передними и задними ногами и используются для планирования по воздуху. Длина тела 12-14 см, длина хвоста 9-11 см, вес до 190 г.
Вид распространён в Северной Америке на территории Канады (Онтарио, Квебек), Гватемалы, Гондураса, Мексики, США. Предпочитает лиственные и смешанные леса, особенно буково-клёновые, дубово-ореховые и тополёвые. Также встречается в старых садах.
Использует заброшенные дупла дятлов, а также брошенные гнёзда птиц и белок. Этот вид очень общительный, особенно в зимнее время, когда образуются коммунальные гнёзда. Рацион включает в себя растительные и животные продукты. Питается насекомыми весной, орехами, семенами, фруктами до конца года. Может есть птиц (особенно яйца и птенцов) и падаль. Делает запасы на зиму. Вид активен ночью в течение всего года, за исключением крайне холодных зим, когда животное входит в состояние оцепенения. Естественные хищники: змеи, совы, ястребы, еноты, домашние кошки.
Период беременности длится около 40 дней. Пик рождений в апреле—мае и в конце лета на севере, в конце февраля—марте и сентябре—октябре на юге. Детёныши становятся самостоятельными в возрасте около 120 дней. Приплод обычно состоит на юге из 2—3 детёнышей, на севере — из 3—4. Самки дают два приплода в год.